# Zygophlebia forsythiana
Zygophlebia forsythiana là một loài dương xỉ trong họ Polypodiaceae. Loài này được Baker Parris mô tả khoa học đầu tiên năm 2002.